# Spirobolus marginatus
Spirobolus marginatus är en mångfotingart som beskrevs av Thomas Say 1821. Spirobolus marginatus ingår i släktet Spirobolus och familjen Spirobolidae. Inga underarter finns listade i Catalogue of Life.